# Olimpiskais Centrs Ventspils
Das Olimpiskais Centrs Ventspils (deutsch Olympisches Zentrum Ventspils) ist ein Sportkomplex in der lettischen Stadt Ventspils. Es ist eine der größten und modernsten Sportanlagen des Landes, die bei der Förderung der olympischen Bewegung hohe Leistungen im Spitzensport und Breitensport entwickelt. Das Olimpiskais Centrs Ventspils, das eine Fläche von 7700 m² umfasst, befindet sich in der gleichnamigen Hafenstadt im Westen Lettlands an der Einmündung des Flusses Venta.
Das OC Ventspils besteht u. a. aus einem Fußballstadion mit 3200 Plätzen, einer Basketballhalle mit 3000 Plätzen und einer Eissporthalle mit 1000 Plätzen, einem Sporthotel, einem Wasser-Erlebnispark (Piedzīvojumu parka), einer Beachvolleyballanlage mit fünf Plätzen, einer Tennisanlage mit 600 Sitzplätzen und Trainingsplätze sowie einer Leichtathletikhalle (Pārventa), ein Abenteuer Park, einem Skatepark, einem Ski-Hügel (Lemberga hūte), einem Physiotherapiezentrum, einem Konferenzgebäude und einer Eisbahn.

## Sportler
- Einige Sportler des Olimpiskais Centrs Ventspils:[2]

- Sinta Ozoliņa-Kovala
- Madara Palameika
- Ēriks Rags
- Mārtiņš Rubenis
- Viktors Ščerbatihs
- Haralds Silovs
- Valērijs Žolnerovičs